# Kupres (Republika Srpska, BiH)
Kupres (srp. Купрес) je općina u Republici Srpskoj na jugozapadnom dijelu Bosne i Hercegovine, nastala nakon Daytonskog sporazuma, izdvajanjem iz općine Kupres (danas u Federaciji Bosne i Hercegovine). Jedna je od najnerazvijenijih općina u BiH.

## Stanovništvo
| Stanovništvo općine Kupres (RS) |              |
| godina popisa                   | 2013.        |
| Srbi                            | 299 (99,67%) |
| Hrvati                          | 0            |
| Bošnjaci                        | 0            |
| ostali i nepoznato              | 1 (0,33%)    |
| ukupno                          | 300          |

## Naseljena mjesta
Općinu Kupres (RS) sačinjavaju sljedeća naseljena mjesta:
Mrđanovci,
Novo Selo,
Rastičevo i
Šemenovci.
Navedena naseljena mjesta su do potpisivanja Daytonskog mirovnog sporazuma bila u sastavu općine Kupres koja je ušla u sastav Federacije BiH.

## Gospodarstvo
U sjedištu općine je poštanski ured: 70274 Kupres (RS).